# Projektowanie gry komputerowej

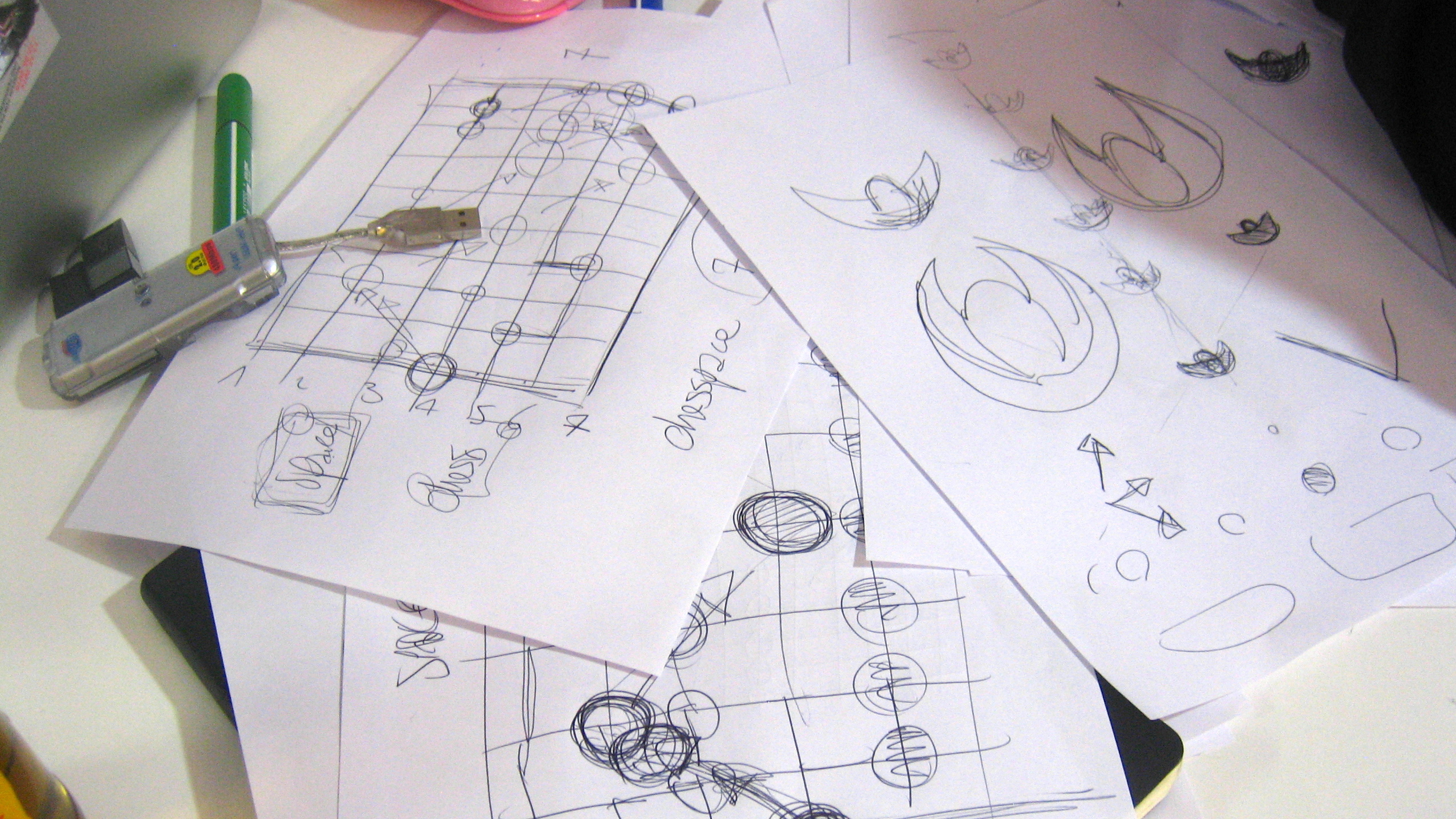
Wstępny projekt gry

Projektowanie gry komputerowej – rzemiosło związane z tworzeniem gier komputerowych, którego celem jest zbilansowanie elementów artystycznych oraz funkcjonalnych danego utworu interaktywnego. Do opracowania projektu gry komputerowej wymagane jest sporządzenie dokumentacji, którą w anglojęzycznych opracowaniach określa się mianem game design documents. Projektowanie gier może być ukierunkowane na potencjalnego gracza (a więc mieć na celu uprzyjemnianie rozgrywki oraz umożliwienie wczucia się w rolę sterowanego awatara) lub być po prostu aktem ekspresji twórców, którzy chcą wyrażać określone treści.
Zazwyczaj projekt gry jest opracowywany w zespołach, a więc podatny na ciągłe zmiany. Wśród osób związanych z projektowaniem gier zazwyczaj wyróżnia się między innymi następujące zawody:
- główny projektant (lead designer) – odpowiedzialny za ogólny projekt gry i spójność jej zasad, określany niekiedy „strażnikiem wizji” (keeper of the vision);
- projektant gry (game designer) – odpowiedzialny za określenie oraz dokumentację działania gry, w szczególności mechaniki (gameplay);
- projektant poziomów (level designer) – odpowiedzialny za wdrożenie elementów gry opracowanych przez projektantów wyższych rangą i za konstrukcję poszczególnych poziomów oraz modelowanie obiektów;
- scenarzysta (writer) – odpowiedzialny za słowne opracowanie fikcjonalnej zawartości gry: intro, opowieść wprowadzającą do głównej rozgrywki, dialogi, przerywniki filmowe;
- reżyser artystyczny (art director) – odpowiedzialny za zarządzanie produkcją wizualnych elementów gry: modeli, tekstur, animacji, elementów interfejsu;
- reżyser dźwiękowy (audio director) – odpowiedzialny za produkcję dźwiękowych elementów gry: muzyki, odgłosów, efektów, dialogów.